# Grúň (Malá Fatra)
Grúň je vrch o nadmořské výšce 1100,5 m nalézající se v nejsevernějším výběžku hlavního hřebene Lúčanské Malé Fatry, na hranici okresů Žilina a Martin.

## Poloha
Vrch se nachází na severním konci hlavního hřebene, východně od sedla Javorina, nad Dubnou skalou. Severní svahy se svažují přímo do Váhu.
Z vrcholu není výhled a v lokalitě Dubník se nachází velký kamenolom.

## Přístup
- Na vrchol nevede značený chodník a přístup je lesem po hřebeni, odbočkou ze  značené turistické stezky z Vrútek (Piatrová)
- Ze sedla Javorina (967 m n. m.)